# Peter Wehrheim
Peter Wehrheim (* 11. Juni 1964 in Landau in der Pfalz) ist ein deutscher Agrarökonom. Er ist Referatsleiter Bioökonomie & Lebensmittelsysteme in der Generaldirektion Forschung und Innovation der Europäischen Kommission.

## Leben und Wirken
Wehrheim studierte Agrarökonomie an der Justus-Liebig-Universität Gießen und an der Michigan State University (1986–1990). Mit seiner Dissertation Economic effects on agriculture of EU membership of the EFTA Member States – a partial equilibrium analysis wurde er 1994 promoviert. Nach seinem Wechsel an die Universität Bonn habilitierte er sich in Agrarökonomie mit der Habilschrift: Modelling Russia's Economy in Transition 1998. 
2001/2002 vertrat er die Professur für Wirtschafts- und Agrarpolitik an der Universität Bonn. Von 1994 bis 2001  war er an verschiedenen Forschungsinstituten tätig (Universität Kiel/Deutschland, Universität Bonn/Deutschland; International Food Policy Research Institute, IFPRI/Washington) und arbeitete er als unabhängiger Berater an entwicklungspolitischen Projekten für die Weltbank, die Ernährungs- und Landwirtschaftsorganisation der Vereinten Nationen (FAO) und die Europäische Kommission. 
Wehrheim begann 2004 für die Europäische Kommission zu arbeiten und war zunächst der Generaldirektion Landwirtschaft und ländliche Entwicklung (bis 2010) angegliedert. Vor seinem Eintritt in die Kommission war er Heisenberg-Fellow der Deutschen Forschungsgemeinschaft. Während dieser Zeit arbeitete er am Zentrum für Entwicklungsforschung (ZEF)/Universität Bonn und am IRIS Center der University of Maryland.
Von 2010 bis Anfang 2018 arbeitete Wehrheim als Referatsleiter in der Generaldirektion "Climate Action" der Europäischen Kommission. Sein Portfolio umfasste Klimafinanzierung, Entwaldung und Landwirtschaft. Im Februar 2018 trat Wehrheim in das Kabinett von Kommissar Phil Hogan ein. Seit November 2019 ist er Abteilungsleiter Bioökonomie und Lebensmittelsysteme in der Generaldirektion Forschung und Innovation der Europäischen Kommission.

## Publikationen (Auswahl)
- An Economy-wide Model of Russia‘s Economy in Transition, Ashgate Publishers 2003
- Food security in transition countries: conceptual issues and cross country analyses. ZEF Bonn, Zentrum für Entwicklungsforschung, Universität Bonn 2003
- Ökonomische Effekte der EG-Integration der EFTA-Mitgliedstaaten Schweden, Finnland, Norwegen, Österreich und Schweiz im Agrarsektor: eine quantitative Analyse Diss. Gießen 1994
- Wehrheim P. & A. Runge-Metzger: Agriculture and Forestry in the EU‘s climate target. Rutledge Publishing 2019
- Wehrheim P. & A. Olsesten: Land Use, Land Use Change and Forestry – How tönten the climate impact of managing Biosphärenreservat into the EU‘s greenhouse gas accounting , Elgar Publishing 2015.
- Wehrheim P. & A. Schoeller-Schletter und C. Martius: Continuity and Change: Land and water Use Reform in rural Uzbekistan, Halle 2008